# Shifta-Krieg
Der Shifta-Krieg war ein Konflikt in der nordöstlichen Region Kenias, in dem Teile der lokalen Somali-Bevölkerung für den Anschluss des Gebietes an ein Groß-Somalia kämpften. Er begann nach der Unabhängigkeit Kenias von Großbritannien 1963. Die Bezeichnung „Shifta-Krieg“ wurde von der kenianischen Regierung geprägt, nach dem Somali-Wort shifta für „Bandit“.
Zur Aufstandsbekämpfung siedelten die General Service Units der kenianischen Armee und Polizei Zivilisten in von der Regierung kontrollierte Dörfer um und töteten zudem Vieh der Somali-Hirten in großer Zahl. Der eigentliche Krieg endete 1967, als Somalias Präsident Abdirashid Ali Shermarke ein Waffenstillstandsabkommen mit Kenia unterzeichnete. Unorganisierte Banditenaktivitäten, teilweise verbunden mit sezessionistischer Agitation, dauerten jedoch noch in den folgenden Jahrzehnten an, der Ausnahmezustand in Nordostkenia dauerte bis 1991. Der Konflikt und die Aufstandsbekämpfungsmaßnahmen des Staates brachten erhebliche Veränderungen des traditionellen Lebens in der Region mit sich und trugen zum Übergang von Nomadentum zu einem oft prekären Leben in Sesshaftigkeit bei.

## Hintergrund und Vorgeschichte
Im 19. Jahrhundert drangen Somali von den Clans der Darod sowie Hawiya von Osten her in das heutige Nordostkenia vor. Dabei drängten sie die vorhandene Orma- und Borana-Oromo-Bevölkerung weitgehend nach Westen ab. Die britische Kolonialmacht Britisch-Ostafrikas sah diese Expansion der als feindlich und kriegerisch geltenden Somali als Bedrohung und beendete sie etwa an der Wende zum 20. Jahrhundert.
Von 1926 bis 1934 schlossen die britischen Kolonialbehörden den großmehrheitlich von ethnischen Somali bewohnten Northern Frontier District (Nördlicher Grenzdistrikt, NFD) Britisch-Ostafrikas, bestehend aus der heutigen kenianischen Countys Garissa, Isiolo, Mandera, Marsabit und Wajir, ab, sodass Ein- und Ausreise nur mit entsprechenden Pässen möglich war.
Trotz dieser Einschränkungen der Bewegungsfreiheit bot die traditionelle, meist nomadisch betriebene Viehzucht in dieser ariden Region eine gute Lebensgrundlage, und den Nicht-Somali – die eine kleine Minderheit der Bevölkerung ausmachten – ging es wirtschaftlich relativ gut. Der Anthropologe Paul Baxter schrieb 1953:
„Die Boran und Sakuye waren wohlgenährt und gut gekleidet, und obwohl das Hirtenleben immer körperlich anstrengend ist, führten die Menschen ein würdiges und zufriedenstellendes Leben... Sie hatten eindeutig einige Jahre wirtschaftlicher Prosperität hinter sich. Der Distriktkommissar kommentierte 1940 in seinem Übergabebericht: ‚Die Ewaso-Boran sind durch Wohlstand und angenehmes Leben zu einem müßigen und feigen Haufen degeneriert‘...“
Als sie am 26. Juni 1960 Britisch-Somaliland in die Unabhängigkeit entließ und dieses sich mit Italienisch-Somaliland zu Somalia verband, erklärte die britische Regierung, dass alle von Somali bewohnten Gebiete unter einer Verwaltung vereinigt werden sollten. Bei der Auflösung der britischen Kolonialgebiete in Ostafrika wurde der NFD jedoch Kenia zugeschlagen, obwohl das Gebiet größtenteils von Somali bewohnt ist und einer Volksbefragung zufolge eine große Mehrheit der Bevölkerung den Anschluss an Somalia wünschte. Die Selbstbestimmung der Somali sollte durch das föderalistische System sichergestellt werden, das die Briten für die Verfassung Kenias vorschlugen. Kenia nahm jedoch bald nach seiner Unabhängigkeit 1963 ein zentralistisches System an. Vertreter Somalias sahen dies als absichtliche Täuschung der Somali durch Großbritannien:
„Es war klar, dass die britische Regierung in den letzten 18 Monaten nicht nur die Regierung Somalias vorsätzlich irregeführt hat, sondern auch in täuschender Weise die Bewohner der North Eastern Province ermutigt hat zu glauben, ihr Selbstbestimmungsrecht könnte von der britischen Regierung auf friedlichem und legalem Wege gewährt werden.“
Unter Führung der Northern Province People's Progressive Party (NPPPP) setzten sich die Somali im NFD für eine Vereinigung mit Somalia ein. Die kenianische Regierung reagierte darauf verschiedentlich mit repressiven Maßnahmen:
„Somalische Führungspersönlichkeiten wurden routinemäßig in Präventivhaft genommen, wo sie noch bis Ende der 1970er Jahre verblieben. Die North Eastern Province war (zusammen mit weiteren Gebieten Kenias) als scheduled area nicht für die Öffentlichkeit zugänglich (für alle Auswärtigen, auch Parlamentarier, gesperrt, angeblich um die nomadischen Einwohner zu schützen), und Nachrichten aus der Region waren sehr schwer zu bekommen. Es gab jedoch eine Reihe von Berichten, in denen den Kenianern vorgeworfen wurde, ganze Dörfer somalischer Bürger abzuschlachten und große ‚geschützte Dörfer‘ zu errichten – in Tat und Wahrheit Konzentrationslager. Die Regierung weigerte sich, die ethnisch-irredentistischen Motive der Somali anzuerkennen, und verwies in offiziellen Erklärungen immer auf das shifta- (Banditen-)Problem in dem Gebiet.“

## Der Konflikt (1963–1967)
Es kam zu Scharmützeln zwischen der kenianischen Armee und den Aufständischen der Northern Frontier District Liberation Movement (NFDLM), die von Somalia unterstützt wurden. Daraufhin schloss Kenia unter Jomo Kenyatta 1964 ein Verteidigungsabkommen (Mutual Defense Agreement) mit Äthiopien unter Haile Selassie, welches ebenfalls mit somalischen Gebietsansprüchen (auf Ogaden) konfrontiert war. Die beiden Länder wollten so gemeinsam auf den somalischen Irredentismus reagieren. Das Abkommen hatte indes wenig praktische Auswirkungen, da beide Länder die Waffenlieferungen aus Somalia an somalische Rebellen in ihrem Gebiet nicht aufhalten konnten.
Die Regierung verhängte einen Ausnahmezustand über das Gebiet. Dieser erlaubte es den Sicherheitskräften, Personen für bis zu 56 Tage ohne Prozess in Haft zu nehmen, den Besitz von Gemeinschaften zu beschlagnahmen, denen „Banditentum“ vorgeworfen wurden, und die Versammlungs- und Bewegungsfreiheit zu beschränken. Entlang der Grenze zu Somalia wurde eine „verbotene Zone“ errichtet, und für unerlaubtes Tragen von Feuerwaffen wurde die Todesstrafe zwingend vorgeschrieben (mandatory). Es wurden auch „Sondergerichte“ errichtet, die keine Rechtssicherheit boten. Der Nordosten wurde zum Special District erklärt und unterstand nahezu unbeschränkter Kontrolle der Regierung, einschließlich der Möglichkeit, ganze Stämme zu verhaften und umzusiedeln und jegliches Land zu beschlagnahmen. Um die Öffentlichkeit nicht zu beunruhigen, wurde indes die Voice of Kenya angewiesen, den Konflikt nicht als „Grenzstreit“ zu bezeichnen, und ein Komitee der Regierung entschied, die Rebellen „Shiftas“ zu nennen, um sie als gewöhnliche Kriminelle darzustellen und den politischen Charakter des Konflikts in den Hintergrund zu rücken.
In Wirklichkeit sah die kenianische Regierung die Rebellen und dazu die wachsende Stärke des somalischen Militärs als ernsthafte Bedrohung. Zum Zeitpunkt seiner Unabhängigkeit 1960 hatte Somalia über eine schwache Armee von gerade 5000 Mann verfügt. 1963 bat es jedoch die Sowjetunion um Unterstützung, die mit einem Kredit von 32 Mio. US-Dollar auch gewährt wurde. Bis 1969 waren 800 somalische Offiziere in der Sowjetunion ausgebildet worden, die Armee war gut ausgerüstet und auf 23.000 Soldaten angewachsen. Zur Befürchtung eines offenen Krieges gegen Somalia kam der vermehrte Einsatz von Landminen durch die Rebellen in Kenia hinzu. In einem Brief vom 29. Juli 1966 warnte der Permanente Verteidigungssekretär Danson Mlamba den für Propaganda zuständigen Permanenten Sekretär für Information und Rundfunk Peter Gachathi vor:
„...zunehmenden Verlusten von Arme und Polizei... und der jüngste Vorfall, über den wir Stillschweigen wahren und bei dem ein Land Rover der Polizei von einer Landmine in die Luft gesprengt wurde, das Fahrzeug ruiniert und zwei Offiziere getötet wurden, ist eine sehr ernstzunehmende Entwicklung.“
Die Reaktion der kenianischen Regierung war möglicherweise von den berüchtigten Aufstandsbekämpfungsmaßnahmen der Briten während des Mau-Mau-Aufstandes inspiriert. So meinte Gachathi, dass man sich vielleicht „eine Scheibe abschneiden sollte von den (britischen) Operationen während des Ausnahmezustandes gegen die Mau-Mau, die ja, da werden Sie gewiss zustimmen, ziemlich erfolgreich waren“ („take a leaf from the (British) operations carried out during the emergency against the Mau Mau movement which, I am sure you will agree, were considerably effective.“) Die kenianischen Befürchtungen erreichten 1967 ihren Höhepunkt, und es wurde ein Sonderkomitee der Regierung eingesetzt, um Vorbereitungen für einen offenen Krieg gegen Somalia zu treffen. Im Konfliktgebiet wurde eine Politik der zwangsweisen Ansiedlung in Dörfern (villagization) umgesetzt. Die Bevölkerung wurde 1967 in 14 sogenannte Manyattas, von Regierungstruppen bewachte Dörfer, umgesiedelt. Der Ostafrikaexperte Alex de Waal nennt das Ergebnis dieser Politik einen „Angriff des Militärs auf den gesamten Lebensstil der nomadischen Viehzüchter“ (a military onslaught on the entire pastoral way of life). So wurde Vieh in großer Zahl getötet oder beschlagnahmt, damit einerseits die Guerillakämpfer es nicht (als Transportmittel) nutzen konnten und andererseits die Zivilbevölkerung gezwungen war, ihre Herden zu verlassen und in die Manyattas zu ziehen. Auf diese Weise ihrer Lebensgrundlage beraubt, wurden viele Nomaden zu einer verarmten städtischen Unterschicht, während etliche gebildete kenianische Somali das Land verließen. Die Regierung ersetzte auch die Sultane, traditionelle Oberhäupter der Clans, durch von ihr ernannte chiefs.
1967 vermittelte Sambias Präsident Kenneth Kaunda Friedensgespräche zwischen Kenyatta und dem somalischen Ministerpräsidenten Mohammed Haji Ibrahim Egal. Diese führten im Oktober desselben Jahres zu einem Waffenstillstand. Die Manyatta-Strategie wird als bedeutend für die Beendigung des Aufstandes angesehen, es könnte aber auch sein, dass Somalia die Kosten und Risiken eines Krieges schlicht für zu hoch befand.

## Folgen
Die erzwungene Ansiedlung in Dörfern hatte dauerhafte Folgen für die wirtschaftlichen Lebensgrundlagen und führte zu einer wirtschaftlichen Segregation: Nur ein Teil der Bevölkerung konnte wieder zur Viehzucht zurückkehren. Die Bewegungsfreiheit der Nomaden blieb eingeschränkt. Viele, die die Mittel dazu hatten, verlegten sich auf Handel oder sesshafte Landwirtschaft, während ärmere Bewohner Lohnarbeiter wurden und die Ärmsten dauerhaft von auswärtigen Hilfslieferungen abhängig wurden. Der Anthropologe John Baxter schrieb über das Dorf im Isiolo-Distrikt, das er 1953 besucht hatte:
„1982 lebten nur noch wenige Glückliche von der Viehzucht. Etwa 40 Prozent der Boran und Sakuye im Distrikt waren in schäbige Vorortsiedlungen um die neuen von der Verwaltung eingerichteten Ortschaften gezogen. Dort bestritten sie eine karge Existenz, indem sie an den Tankstellen herumhängend auf Gelegenheitsjobs warteten, miraa (Kath) auf den Straßen verkauften, illegal Alkohol herstellten, sich in der Prostitution betätigten und so weiter.“
In den Jahrzehnten nach dem Shifta-Krieg blieben Banditentum und Clan-Fehden in Nordostkenia verbreitet, es kam auch zu gelegentlichen Rebellenaktivitäten und Gegenmaßnahmen des Staates. Nach dem Ende der Unterstützung Somalias für ihre sezessionistischen Aktivitäten wandten sich viele Bewaffnete, die als Rebellen gekämpft hatten, (wieder) den gelegentlichen Fehden zwischen Clans sowie dem Viehdiebstahl zu. Solches hatte es früher bereits gegeben, allerdings waren die Kämpfer nun wesentlich besser ausgerüstet als in der Vergangenheit. Mit den Sultanen, die traditionell für Friedensstiftung zwischen den Clans zuständig waren und die während des Shifta-Konflikts vom Staat abgesetzt worden waren, fehlte eine allgemein anerkannte Autorität zur Konfliktlösung in der Region.
In den kenianischen Medien wurde die Region als unkontrollierbar und gewalttätig dargestellt, und den Somali wurden regelmäßig „Banditentum“ und weitere Vergehen vorgeworfen. Die Versetzung in den Nordosten kam für Beamte einer Strafversetzung gleich. 1984 geschah das „Wagalla-Massaker“, bei dem der Provinzkommissar den Sicherheitskräften befahl, 5000 Männer aus dem Degodia-Hawiya-Clan auf dem Landestreifen von Wagalla in Wajir aufzustellen, das Feuer auf sie zu eröffnen und anschließend die Leichen zu verbergen. Im Jahr 2000 gab die Regierung die Tötung von 380 Männern bei diesem Massaker zu, unabhängigen Schätzungen zufolge lag die Zahl der Toten jedoch bei über 2000. Der Ausnahmezustand wurde 1991 aufgehoben, doch blieb die Sicherheitslage in der Region prekär, und die Bekämpfung von tatsächlichen und angeblichen kriminellen Aktivitäten der Somali diente weiterhin als Rechtfertigung für eine weitreichende Militärherrschaft in der Region. Erst gegen Ende 2000 sank die Gewalt unter dem Provinzkommissar und Somali Mohammoud Saleh deutlich.